# Felix Zwayer
Felix Zwayer, né le 19 mai 1981 à Berlin-Ouest, est un arbitre international allemand.
Ses assistants réguliers en compétition nationale sont Christoph Bornhorst et Florian Steuer, parfois accompagnés de Harm Osmers.

## Biographie
Felix Zwayer devient arbitre de la DFB en 2004 et commence à arbitrer en seconde division allemande en 2007. Il est condamné en 2005 à six mois de suspension pour corruption, à la suite d'une affaire de matchs truqués du championnat d'Allemagne de deuxième division,, scandale où son confrère Robert Hoyzer est impliqué. Il intègre pour la première fois la Bundesliga en 2009. En 2012, il devient arbitre de la FIFA puis arbitre élite UEFA.